# سیارک ۸۴۹۱۹
سیارک ۸۴۹۱۹ (به انگلیسی: 84919 Karinthy، نامگذاری:2003VH) هشتاد و چهار هزار و نهصد و نوزدهمین سیارک کشف شده‌است که در ۳ نوامبر ۲۰۰۳ کشف شد.